# Amphiphyllum
Amphiphyllum es un género monotípico de plantas fanerógamas pertenecientes a la familia Rapateaceae. Su única especie:  Amphiphyllum rigidum, es originaria de Venezuela, Amazonas: en zonas pantanosas y  en las laderas de las colinas de Savanna, y en la cumbre del monte Duida.

## Taxonomía
Amphiphyllum rigidum fue descrita por Henry Allan Gleason y publicado en Bulletin of the Torrey Botanical Club 58: 333, t. 25, f. E–F, en el año 1931.